# Esterhazya nanuzae
Esterhazya nanuzae är en snyltrotsväxtart som beskrevs av V.C.Souza. Esterhazya nanuzae ingår i släktet Esterhazya och familjen snyltrotsväxter. Inga underarter finns listade i Catalogue of Life.

## Bildgalleri

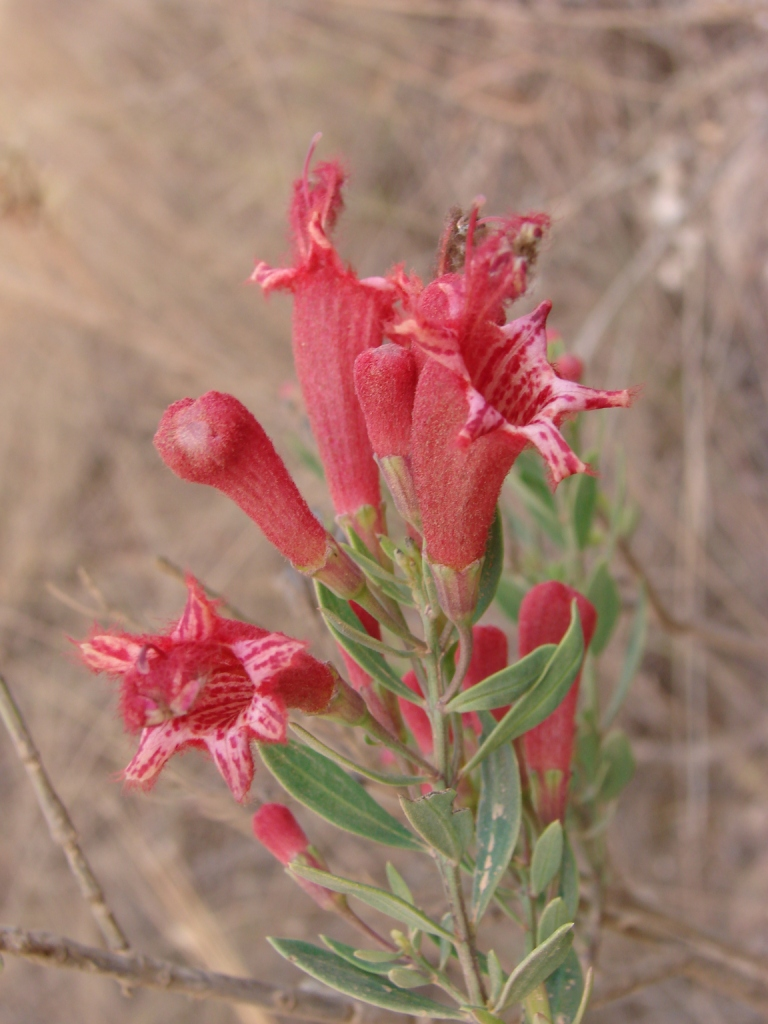
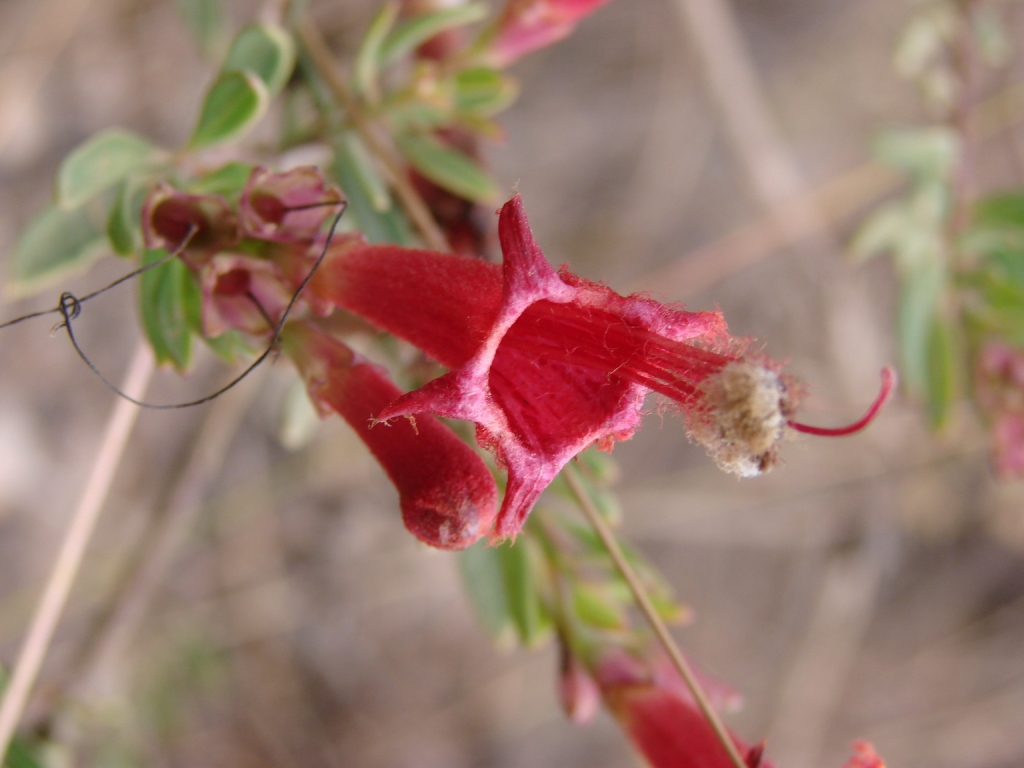